# Navil, Oxchuc
Navil är en ort i Mexiko.   Den ligger i kommunen Oxchuc och delstaten Chiapas, i den sydöstra delen av landet, 800 km öster om huvudstaden Mexico City. Navil ligger 2 055 meter över havet och antalet invånare är 357.
Terrängen runt Navil är huvudsakligen kuperad, men norrut är den bergig. Runt Navil är det ganska tätbefolkat, med 67 invånare per kvadratkilometer. Närmaste större samhälle är Yoshib, 4,8 km väster om Navil. I omgivningarna runt Navil växer i huvudsak städsegrön lövskog.